# جانتوني أورتز
جانتوني أورتز (بالإنجليزية: Jantony Ortiz) (مواليد 21 يوليو 1994) هو ملاكم أمريكي، مثّل بلاده في الألعاب الأولمبية الصيفية 2012.

## روابط خارجية
جانتوني أورتز على موقع بوكس ريك (الإنجليزية) (registration required)
- جانتوني أورتز على موقع أوليمبيديا (الإنجليزية)